# Vouraie
La Vouraie, ou ruisseau de la Fauconnière dans sa partie amont, est une rivière française du Bas-Poitou dont le cours est situé dans le département de la  Vendée, en région Pays de la Loire. C'est un affluent du Petit Lay en rive droite.

## Géographie

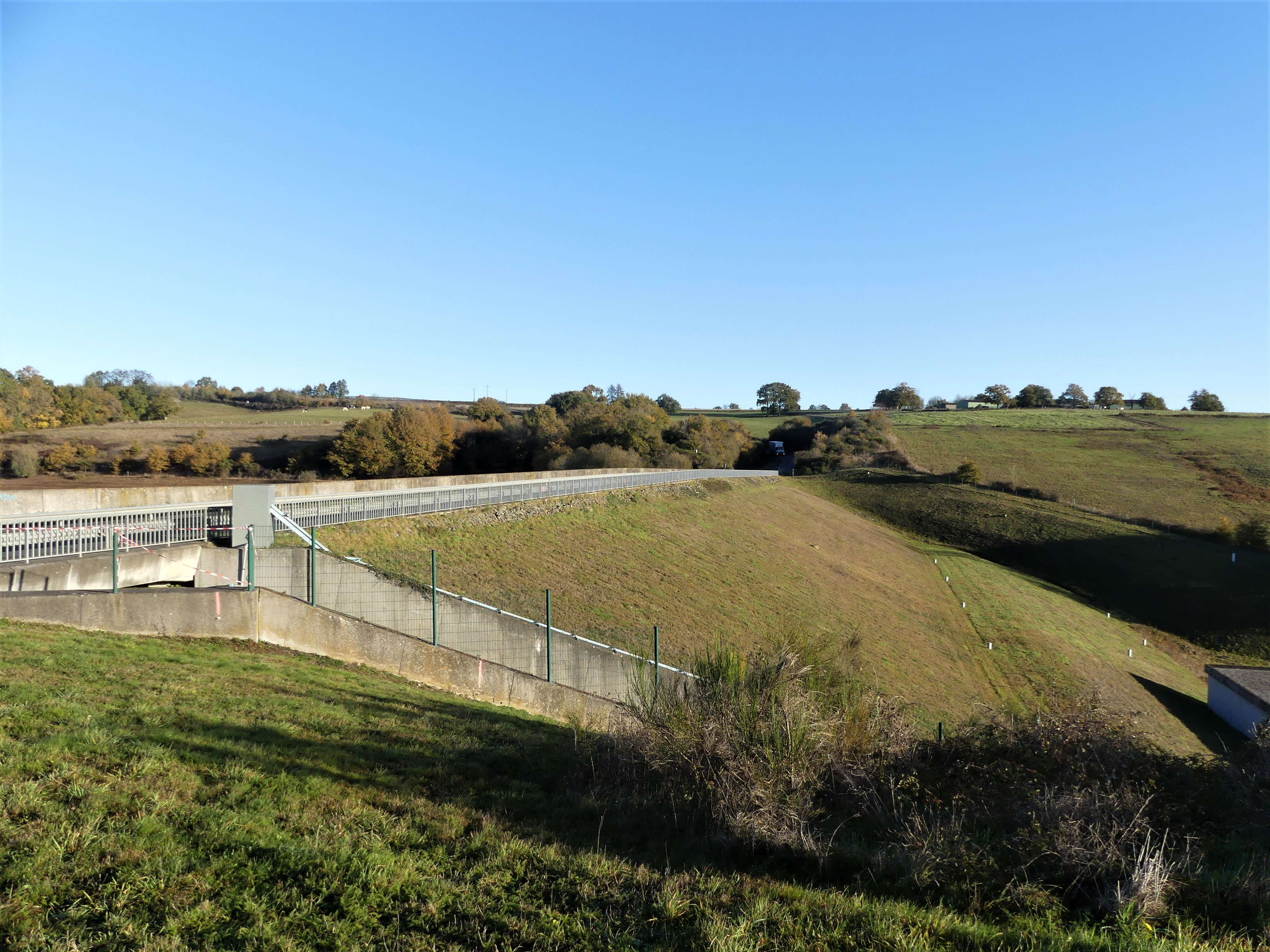
L'aval du barrage de la Vouraie.

Selon le Sandre, la Vouraie est un cours d'eau dont la partie amont porte le nom de ruisseau de la Fauconnière.
La source du ruisseau de la Fauconnière est située à 100 mètres d'altitude, dans le département de la Vendée, dans le quart nord-ouest de la commune de Saint-Hilaire-le-Vouhis, au sud-ouest du lieu-dit les Gâts.
Ce ruisseau prend d'abord la direction du nord-ouest puis de l'ouest, passant sous la route départementale (RD) 7. Il oblique vers le sud-ouest, reçoit sur sa droite le ruisseau de la Fontaine Saint-Père et prend alors le nom de Vouraie. Continuant vers le sud-est, la Vouraie est retenue au niveau du barrage de la Sillonnière, ou barrage de la Vouraie, formant un lac de retenue long de six kilomètres. Le lac est franchi par la RD 7 puis l'autoroute A83 et le barrage par la RD 48.
Huit cents mètres en aval du barrage, la Vouraie rejoint le Petit Lay en rive droite, près du lieu-dit la Roche de l'Angle, en limite des communes de Saint-Hilaire-le-Vouhis et Bournezeau, à 30 mètres d'altitude.
Hormis pour son premier kilomètre, ce cours d'eau fait office de limite naturelle entre les communes qu'il borde. Son cours est long de 14,1 km.

### Communes traversées
La Vouraie arrose quatre communes dans le seul département de la Vendée :
Saint-Hilaire-le-Vouhis (source et confluence), Saint-Martin-des-Noyers, Fougeré et Bournezeau (confluence).

### Bassin versant
Outre les quatre communes baignées par la Vouraie, le bassin versant en concerne également une cinquième : La Chaize-le-Vicomte baignée par le ruisseau de la Fontaine Saint-Père.

### Affluents
Parmi les cinq affluents répertoriés par le Sandre, le plus long est le ruisseau de la Fontaine Saint-Père avec 3,6 km.
Le ruisseau de la Fontaine Saint-Père ayant lui-même trois affluents. Le nombre de Strahler de la Vouraie est donc de trois.

## Hydrologie
Depuis 2011, une station de suivi surveille le niveau de l'eau en amont de la retenue du barrage et recense chaque année des périodes d'écoulement très faible, voire des assecs de la Vouraie.

## Environnement
En aval de la Gerbaudière et jusqu'au barrage, le ruisseau de la Fauconnière puis la Vouraie font partie d'une zone naturelle d'intérêt écologique, faunistique et floristique (ZNIEFF) continentale de type 2, qui s'étend sur 453 hectares le long du cours d'eau et de vallons annexes, fréquentée par la loutre d'Europe (Lutra lutra)  et la genette commune (Genetta genetta). Six espèces de libellules et dix espèces d'oiseaux y ont été observées, ainsi que de nombreuses espèces de plantes, dont la Veronica triphyllos (véronique à feuilles trilobées, véronique à trois lobes), rarissime dans le Massif armoricain.

## Galerie

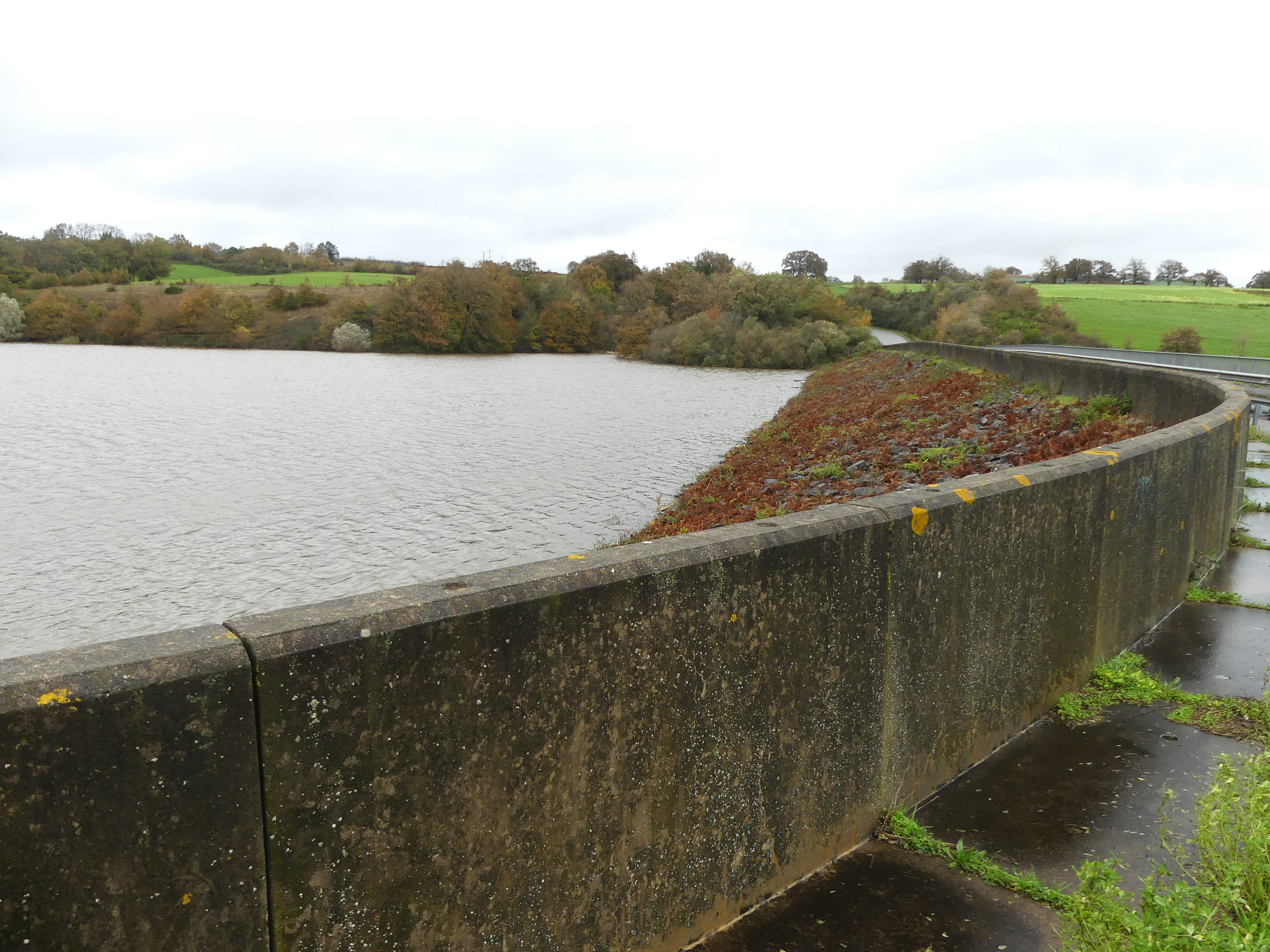
L'amont du barrage.
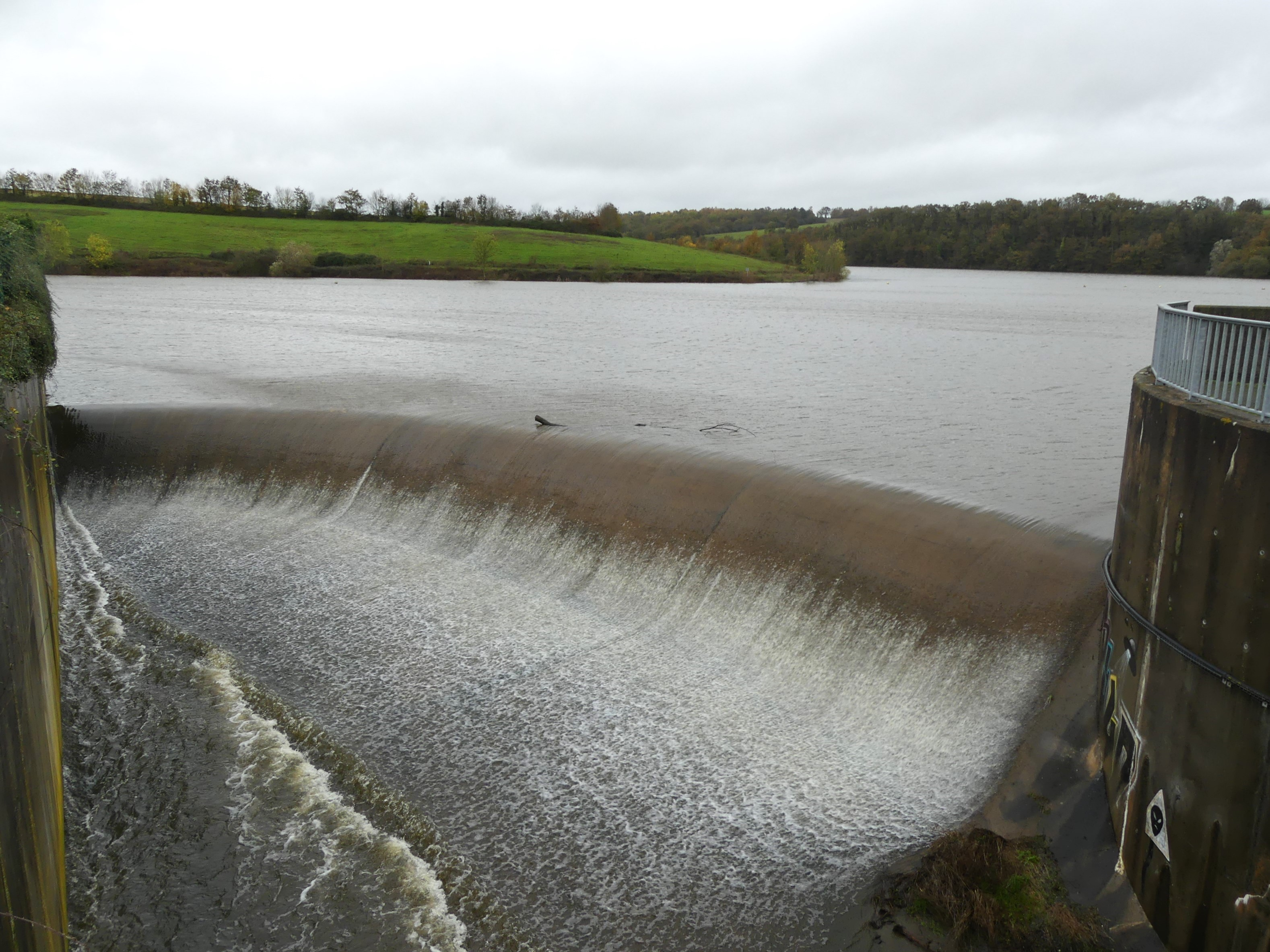
Son déversoir, côté amont.
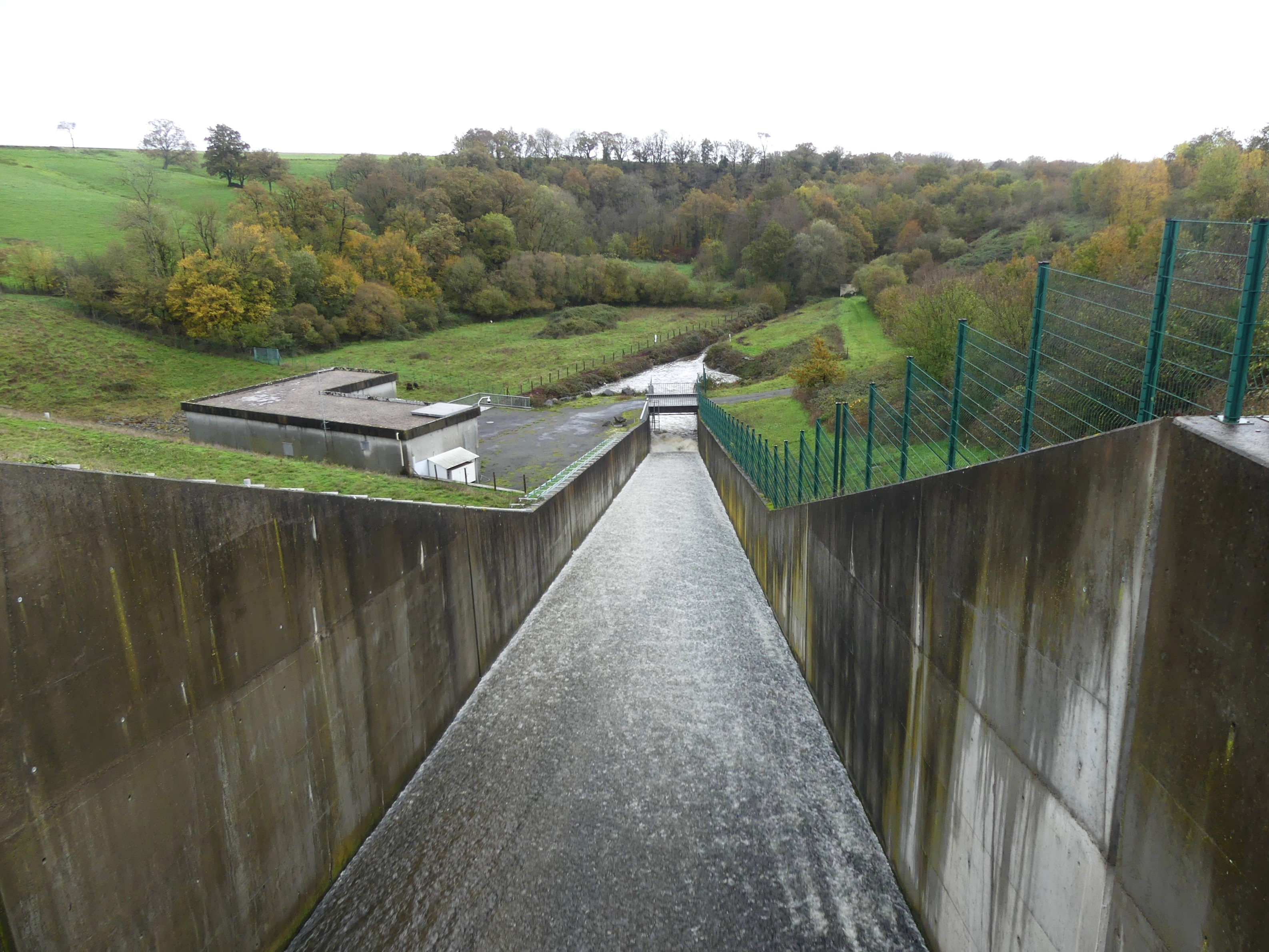
Idem, côté aval.
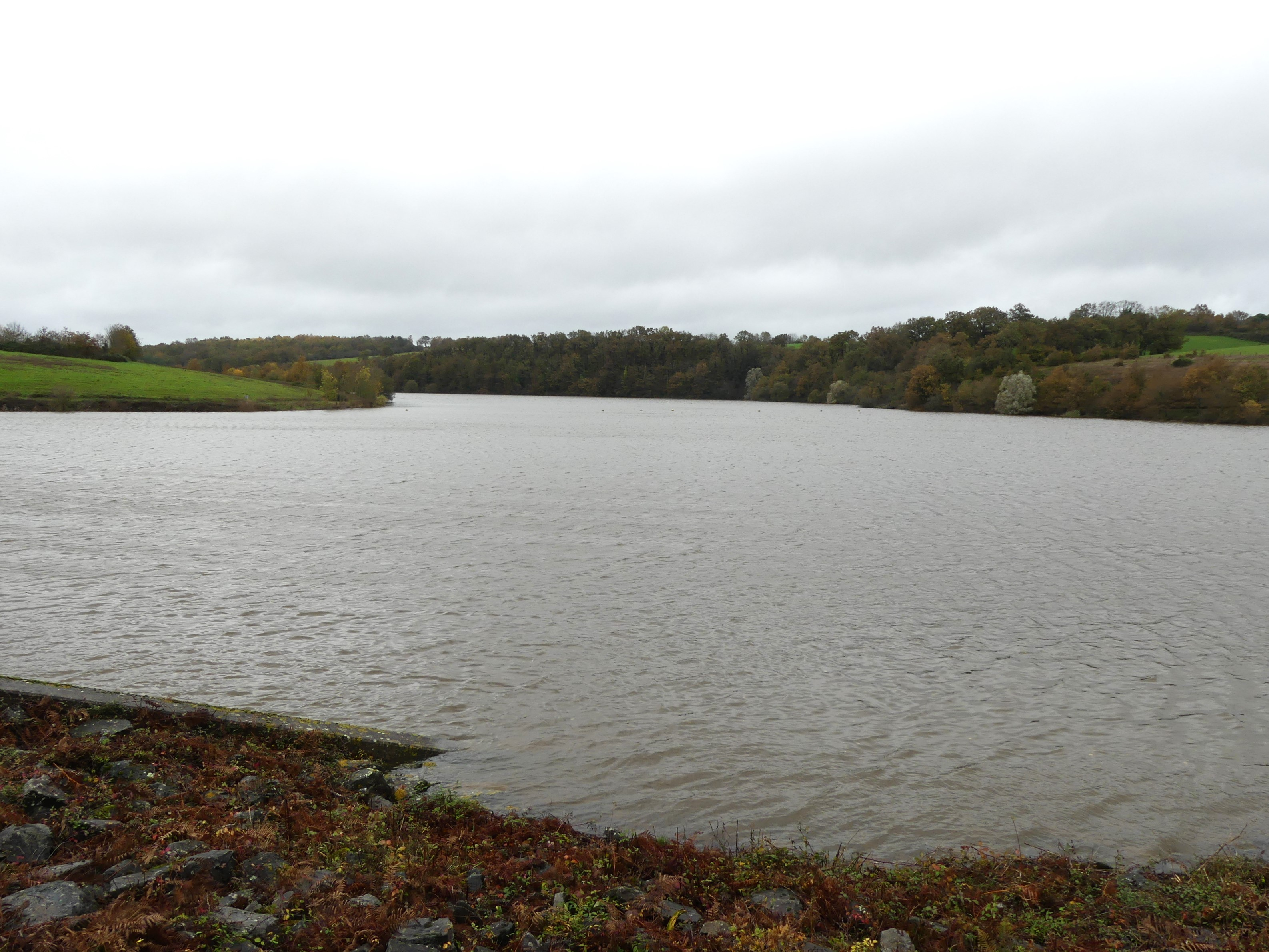
La retenue en novembre 2023.